# Undisclosed Desires
«Undisclosed Desires» es una canción de la banda de rock alternativo inglesa Muse. Es el segundo sencillo y la tercera canción de su quinto álbum de estudio, The Resistance. La canción llegó al número 49 del UK Singles Chart, y se convirtió en el mayor éxito de la banda en Australia, donde recibió la certificación de platino.

## Composición
«Undisclosed Desires» es una canción de amor muy personal sobre "los secretos oscuros que las parejas comparten". Fue compuesta por Bellamy acerca de su relación con su novia de entonces, pues el cantante creía que la gente acabaría harta del "rollo geopolítico" para el final del álbum. De la letra se deduce una situación en la que una mujer ha sido dañada en el pasado, y cómo el que la interpreta quiere ayudarla a recuperarse y a confiar de nuevo (“I want to reconcile the violence in your heart, I want to recognise your beauty's not just a mask, I want to exorcise the demons from your past, I want to satisfy the undisclosed desires in your heart”). 
Se trata del primer tema de Muse en el que Bellamy no toca ni la guitarra, ni el piano, cambiándolos por un keytar. Normalmente, las canciones de Muse nacen del piano o de la guitarra, pero esta vez la canción se construyó alrededor de la programación de batería de Howard y el slap bass (golpear el bajo) de Wolstenholme. La canción comenzó como un tema de R&B contemporáneo inspirado en «Ashes to Ashes» de David Bowie, aunque también ha sido comparada con «New Life» de Depeche Mode. Esto se refleja en el uso de la síncopa, el ritmo del canto y el uso de vocoders. 

## Recepción
«Undisclosed Desires» recibió respuestas mixtas. Algunos aplaudieron lo rítmica y pegadiza que era la canción. La revista Q Magazine la llamó "una interpretación cruda y gótica del estilo de Timbaland". Otros la criticaron por querer replicar el éxito de «Supermassive Black Hole» y por alejarse demasiado de su género principal, el rock. El crítico Andrew Leahey del sitio web allmusic describió la canción como "un ambiente extraño que recuerda a una mezcla entre Timbaland y Depeche Mode", y la utilizó como ejemplo de la tendencia de la banda a "acumular exceso sobre exceso".

## Video musical
El video fue dirigido por el dúo Jonas & François. Los miembros de Muse interpretan la canción en una habitación bastante particular, mientras una bailarina baila envuelta en cables. Hay unas pantallas que van mostrando algunas de las palabras de la canción.

## Lista de canciones
Todas las canciones escritas y compuestas por Matthew Bellamy. 
| Descarga digital |                                                    |          |  |
| N.º              | Título                                             | Duración |  |
| 1.               | «Undisclosed Desires»                              | 3:56     |  |
| 2.               | «Undisclosed Desires» (Thin White Duke Remix)      | 7:40     |  |
| 3.               | «Undisclosed Desires» (Thin White Duke Remix Edit) | 4:51     |  |
| 4.               | «Undisclosed Desires» (The Big Pink Remix)         | 4:30     |  |
| 20:57            |                                                    |          |  |